# Літківське братство
Літківське братство — національно-релігійна громадсько-економічна організація православних руських (українських) міщан містечка Літковичі у 17 — 18 століттях.

## Історія
Братство і об'єднаний ковальсько-бондарсько-римарський цех утворені при літківській церкві Святого Миколая грамотою Феодосія Углицького (на той час ігумена Видубицького монастиря, шанованого у Православ'ї святого) від 10 лютого 1687 року:
|  | Хотячи мати в містечку нашом Літковичах, а при храмі Святителя і Чудотворця Миколая, звичайний межи братствами порядок, постановили-м і приказали-м, аби всі ковальського, бондарського і римарського ремесла господарі були з собою в єдином братстві і в єдином цеху, і аби таковий порядок межи собою заховали, яковий везді заховується, то єсть повинни напрод пильноє міти о церкві Божой і о украшенії єї старане і о інших учинках. |

За деякими даними, при Братстві пізніше створено окремі ремісничі цехи ткачів, ковалів, мельників, бондарів, шевців, гончарів, різників, кравців, музик, пічників, рибалок і навіть старців. Всі вони мали свої цехові символи й традиції. Можливо саме з цим братством пов'язана поява в цій місцевості (Київщина) таких українських прізвищ як Швець, Бондар, Кравець, Музика, Гончар, Шевченко, Бондаренко, Гончаренко.